# Sieraków (Basses-Carpates)
Pour les articles homonymes, voir Sieraków.
Sieraków est une localité polonaise de la gmina de Harasiuki, située dans le powiat de Nisko en voïvodie des Basses-Carpates.